# Сосновый (Орловская область)
Сосновый — посёлок в Мценском районе Орловской области России. Входит в состав Тельченского сельского поселения.

## География
Посёлок находится в северной части Орловской области, в лесостепной зоне, в пределах центральной части Среднерусской возвышенности, на левом берегу реки Оки, на расстоянии примерно 9 километров (по прямой) к западу от города Мценска, административного центра района.
Климат населённого пункта характеризуется как умеренно континентальный с умеренно морозной зимой и теплым, иногда жарким летом. Средняя многолетняя температура самого холодного месяца — января, составляет −9,4°С, температура самого теплого +19°С.
Часовой пояс
Посёлок Сосновый, как и вся Орловская область, находится в часовой зоне МСК (московское время). Смещение применяемого времени относительно UTC составляет +3:00.

## Население
| 2002 | 2010 |
| ---- | ---- |
| 290  | ↗355 |

Половой состав
По данным Всероссийской переписи населения 2010 года в гендерной структуре населения мужчины составляли 9,6 %, женщины — соответственно 90,4 %.
Национальный состав
Согласно результатам переписи 2002 года, в национальной структуре населения русские составляли 97 % из 290 чел.

## Инфраструктура
Действует психоневрологический интернат.

## Достопримечательности
В посёлке находится ансамбль усадьбы Тенишевой, включающий в себя главный дом, флигель и хозпостройку.